# 2006-os Tour of Qatar
A 2006-os Tour of Qatar volt az 5. katari kerékpárverseny. Január 30. és február 3. között került megrendezésre, össztávja 820,5 kilométer volt. Végső győztes a belga Tom Boonen lett, megelőzve a német Erik Zabel-t és a svájci Aurélien Clerc-t.

## Szakaszok
| Szakasz | Dátum      | Rajt                 | Cél               | km    | Szakaszgyőztes | Összetettben vezető |
| ------- | ---------- | -------------------- | ----------------- | ----- | -------------- | ------------------- |
| 1.      | Január 30. | Khalifa Stadium      | Al Khor Chorniche | 141   | Tom Boonen     | Tom Boonen          |
| 2.      | Január 31. | Camelodrome          | Al Khor Chorniche | 173,5 | Tom Boonen     | Tom Boonen          |
| 3.      | Február 1. | Sealine Beach Resort | Khalifa Stadium   | 203,5 | Tom Boonen     | Tom Boonen          |
| 4.      | Február 2. | Al Zubarah           | Comité Olympique  | 151   | Bernhard Eisel | Tom Boonen          |
| 5.      | Február 3. | Al Thakhira          | Doha Chorniche    | 151,5 | Tom Boonen     | Tom Boonen          |

## Végeredmény
|    | Versenyző        | Idő          |
| -- | ---------------- | ------------ |
| 1  | Tom Boonen       | 17 óra 02:20 |
| 2  | Erik Zabel       | +0:11        |
| 3  | Aurélien Clerc   | +0:30        |
| 4  | Robert Hunter    | +0:40        |
| 5  | Fabrizio Guidi   | +0:40        |
| 6  | Matti Breschel   | +0:41        |
| 7  | Steven de Jongh  | +0:41        |
| 8  | Nicolas Jalabert | +0:43        |
| 9  | Nick Ingels      | +0:44        |
| 10 | Aart Vierhouten  | +0:44        |